# Epidendrum peperomioides
Epidendrum peperomioides är en orkidéart som beskrevs av Rudolf Schlechter. Epidendrum peperomioides ingår i släktet Epidendrum och familjen orkidéer.
Artens utbredningsområde är Ecuador. Inga underarter finns listade i Catalogue of Life.